# Kōichi Saeki
Kōichi Saeki (jap. 佐伯 浩一, Saeki Kōichi; * 12. Juni 1983 in der Präfektur Okayama) ist ein japanischer Badmintonspieler.

## Karriere
Kōichi Saeki studierte an der Nihon-Universität und erreichte für diese 2002 im Herrendoppel mit Motonobu Saitō den dritten Platz bei den japanischen Studentenmeisterschaften, sowie 2003 und 2004 den zweiten Platz im Herreneinzel. 2004 gewann er bei den Weltmeisterschaften der Studenten Bronze im Herrendoppel mit Liu Zhiyuan. Bei den New Zealand Open 2006 wurde er Dritter im Doppel mit Shōji Satō. 2008 siegte er bei den Osaka International. Ein Jahr später gewann er mit dem japanischen Herrenteam Bronze bei den Ostasienspielen. Bei der Asienmeisterschaft des gleichen Jahres reichte es dagegen nur zu Platz 17. Bei den Hanoi Vietnam International 2010 wurde er Zweiter, bei den Osaka International 2010 Dritter.

## Sportliche Erfolge
| Saison | Veranstaltung                            | Disziplin    | Platz | Name                          |
| ------ | ---------------------------------------- | ------------ | ----- | ----------------------------- |
| 2002   | Japanische Meisterschaften der Studenten | Herrendoppel | 3     | Motonobu Saitō / Kōichi Saeki |
| 2003   | Japanische Meisterschaften der Studenten | Herreneinzel | 2     | Kōichi Saeki                  |
| 2004   | Japanische Meisterschaften der Studenten | Herreneinzel | 2     | Kōichi Saeki                  |
| 2004   | Weltmeisterschaften der Studenten        | Herrendoppel | 3     | Kōichi Saeki / Liu Zhiyuan    |
| 2006   | New Zealand Open                         | Herrendoppel | 3     | Kōichi Saeki / Shoji Sato     |
| 2006   | New Zealand Open                         | Herreneinzel | 9     | Kōichi Saeki                  |
| 2008   | Osaka International                      | Herreneinzel | 1     | Kōichi Saeki                  |
| 2008   | Australian Open                          | Herreneinzel | 5     | Kōichi Saeki                  |
| 2009   | New Zealand Open                         | Herreneinzel | 9     | Kōichi Saeki                  |
| 2009   | Ostasienspiele                           | Herrenteam   | 3     | Japan                         |
| 2009   | Asienmeisterschaft                       | Herreneinzel | 17    | Kōichi Saeki                  |
| 2009   | Chinese Taipe Open                       | Herreneinzel | 5     | Kōichi Saeki                  |
| 2009   | Korea Open                               | Herreneinzel | 9     | Kōichi Saeki                  |
| 2009   | Austrian International                   | Herreneinzel | 3     | Kōichi Saeki                  |
| 2010   | Hanoi Vietnam International              | Herreneinzel | 2     | Kōichi Saeki                  |
| 2010   | Osaka International                      | Herreneinzel | 3     | Kōichi Saeki                  |